# Peter Westbury
Peter Westbury (Roehampton, Londres, Inglaterra, 26 de maio de 1938 – Scarborough, Trinidad e Tobago, 11 de dezembro de 2015) foi um automobilista inglês que participou do GP dos Estados Unidos de 1969 e do GP dos Estados Unidos de 1970.